# مغربية بالدجاج
المُغربيّة بالدجاج طبق شائع في لبنان، يُحضّر في معظم المناسبات، خاصّةً خلال شهر رمضان المبارك كوجبة أساسية على الإفطار. يجمع هذا الطبق بين الطعم اللذيذ والغذاء الكامل فهو يحضّر من المُغربية، البصل، الدجاج، الحمص، الكراويا، الزيت، القرفة، البهارات والملح ولا يتطلّب وقتاً طويلاً للتحضير.

## القيمة الغذائية
تحتوي وجبة المُغربية بالدجاج (500غ تقريباً)، بحسب موقع شهية، على المعلومات الغذائية التالية:
- السعرات الحرارية: 493
- الدهون: 15
- الدهون المشبعة: 2
- الكوليسترول: 71
- الكاربوهيدرات: 51
- البروتينات: 39

مع العلم أنه لم يتم احتساب حبوب المُغربية

## وصلات خارجية
- وصفة المُغربيّة بالدجاج مع معلوماتها الغذائية